# Magdalena Stysiak
Magdalena Stysiak (Turów, 3 de dezembro de 2000) é uma jogadora de voleibol profissional polonesa, que faz parte da Seleção Polonesa de Voleibol Feminino.
Ela defendeu a seleção polonesa no Campeonato Europeu de Voleibol Feminino de 2019, na Liga das Nações de Voleibol Feminino de 2019 e no Campeonato Mundial de Voleibol Feminino de 2022. A nível de clubes, ela joga atualmente pelo Fenerbahçe Opet, desde 2023.